# Circonscription de Berowra
La circonscription de Berowra est une circonscription électorale australienne en Nouvelle-Galles du Sud. Elle est située au nord de Sydney. Elle comprend les quartiers de Arcadia, Berowra, Brooklyn, Cheltenham, Cherrybrook, Cowan, Dangar Island, Galston, Glenorie, Maroota, Hornsby et Pennant Hills.
Elle a été créée en 1969 et porte le nom de d'un de ses quartiers.
Le siège a toujours été occupé par le Parti libéral.

## Députés
| Nom            | Parti   | Période de mandat |
| -------------- | ------- | ----------------- |
| Tom Hughes     | Libéral | 1969–1972         |
| Harry Edwards  | Libéral | 1972–1993         |
| Philip Ruddock | Libéral | 1993–2016         |
| Julian Leeser  | Libéral | depuis 2016       |